# Menace de mort
Pour un article plus général, voir Menace (droit).
Pour les articles homonymes, voir Menace de mort (homonymie).
Une menace de mort est un message adressé oralement ou par écrit à une personne, lui faisant savoir qu'il sera porté atteinte à sa vie, éventuellement sous certaines conditions souvent liées à ce que fera ou non cette personne, souvent dans l'intérêt de l'auteur du message : la gravité de ces propos fait qu'il s'agit d'un délit dans plusieurs pays.

## Droit par pays

### Canada
Le Code criminel du Canada déclare à l'article 264.1 a) C.cr. que la menace de mort est une infraction criminelle passible d'un emprisonnement maximal de cinq ans. Elle peut aussi être une infraction punissable sur déclaration de culpabilité par procédure sommaire punissable par un emprisonnement de 18 mois.

« 264.1 (1) Commet une infraction quiconque sciemment profère, transmet ou fait recevoir par une personne, de quelque façon, une menace :
a) de causer la mort ou des lésions corporelles à quelqu’un;
[...]
Peine
(2) Quiconque commet une infraction prévue à l’alinéa (1)a) est coupable :
a) soit d’un acte criminel et passible d’un emprisonnement maximal de cinq ans;
b) soit d’une infraction punissable sur déclaration de culpabilité par procédure sommaire et passible d’un emprisonnement maximal de dix-huit mois. »

### France
La menace doit être distinguée de l’injure et de la diffamation.
Du point de vue de la répression, la menace de commettre un crime ou un délit contre les personnes dont la tentative est punissable, est punie de six mois d'emprisonnement et de 7 500 € d'amende lorsqu'elle est soit réitérée, soit matérialisée par un écrit, une image ou tout autre objet (C. pén., art. 222-17, al. 1er). La peine est portée à trois ans d'emprisonnement et à 45 000 € d'amende s'il s'agit d'une menace de mort (C. pén., art. 222-17, al. 2).

### Suisse
Le Code pénal suisse punit les menaces graves alarmant ou effrayant une personne.